# Leopoldo Morquillas Rubio
Leopoldo Morquillas Rubio (Tarragona, 14 de marzo de 1914 - Tula, RSFS de Rusia, 1 de diciembre de 1989) fue un piloto militar español que luchó en la guerra civil española encuadrado en las Fuerzas Aéreas de la República Española (FARE). Terminó la guerra con 21 aparatos enemigos derribados, siendo considerado un as de la aviación. Posteriormente también combatió, esta vez en las filas del Ejército Rojo de la URSS, en la Segunda Guerra Mundial.

## Biografía
Leopoldo Morquillas nació el 14 de marzo de 1914 en Tarragona, en el seno de una familia de tradición militar. En 1933 se unió a la Aeronáutica militar, siendo destinado originalmente al aeródromo de El Prat de Llobregat. En julio de 1936 se encontraba destinado en la Base aérea de Getafe, justo cuando le sorprendió el comienzo de la Guerra civil.
Morquillas inicialmente operó como ametrallador-bombardero en los antiguos Breguet XIX, pero a partir de diciembre de 1936 hizo cursos de pilotaje en la Escuela de La Ribera junto a otros compañeros de promoción como Zarauza o Zambudio. A partir de febrero de 1937 entró en combate con los cazas Nieuport NiD-52, primero desde Reus y luego desde el aeródromo de Andújar, en la provincia de Jaén. En marzo su escuadrilla pasó a operar los Polikarpov I-15 "Chatos" de origen soviético, siendo la primera unidad de españoles en operar estos aparatos. En mayo marchó con su aparato y dos escuadrillas de "Chatos" hacia Santander, para apoyar a las fuerzas republicanas en el Frente Norte. A finales de agosto, tras la caída de Bilbao y Santander, se vuelve a trasladar a la zona central y durante un tiempo destinado para la defensa aérea de Barcelona.
Al frente de la 2.ª Escuadrilla de "Chatos" realiza varias operaciones de ataque durante la batalla de Teruel. Durante un breve periodo de junio de 1938 sustituyó a Juan Comas al frente del Grupo 26 de Caza, pero a finales de julio se traslada al sur para apoyar a las fuerzas republicanas en el Frente de Extremadura.
Unos meses más tarde el final de la guerra le sorprenderá en la Unión Soviética, donde se encontraba haciendo un curso avanzado de aviación en Lipetsk. Allí se convirtió en instructor para los pilotos de combate, y durante la Segunda Guerra Mundial combatió contra los nazis integrado en la Fuerza Aérea Soviética (VVS). Tras el final de la guerra residió en la ciudad de Tula, donde moriría en 1989.